# Осенец
Осенец (болг. Осенец) — село в Болгарии. Находится в Разградской области, входит в общину Разград. Население составляет 917 человек.

## Политическая ситуация
В местном кметстве Осенец, в состав которого входит Осенец, должность кмета (старосты) исполняет Ценка Йовчева Неделчева (независимый) по результатам выборов правления кметства.
Кмет (мэр) общины Разград — Денчо Стоянов Бояджиев (инициативный комитет) по результатам выборов в правление общины.

## Галерея

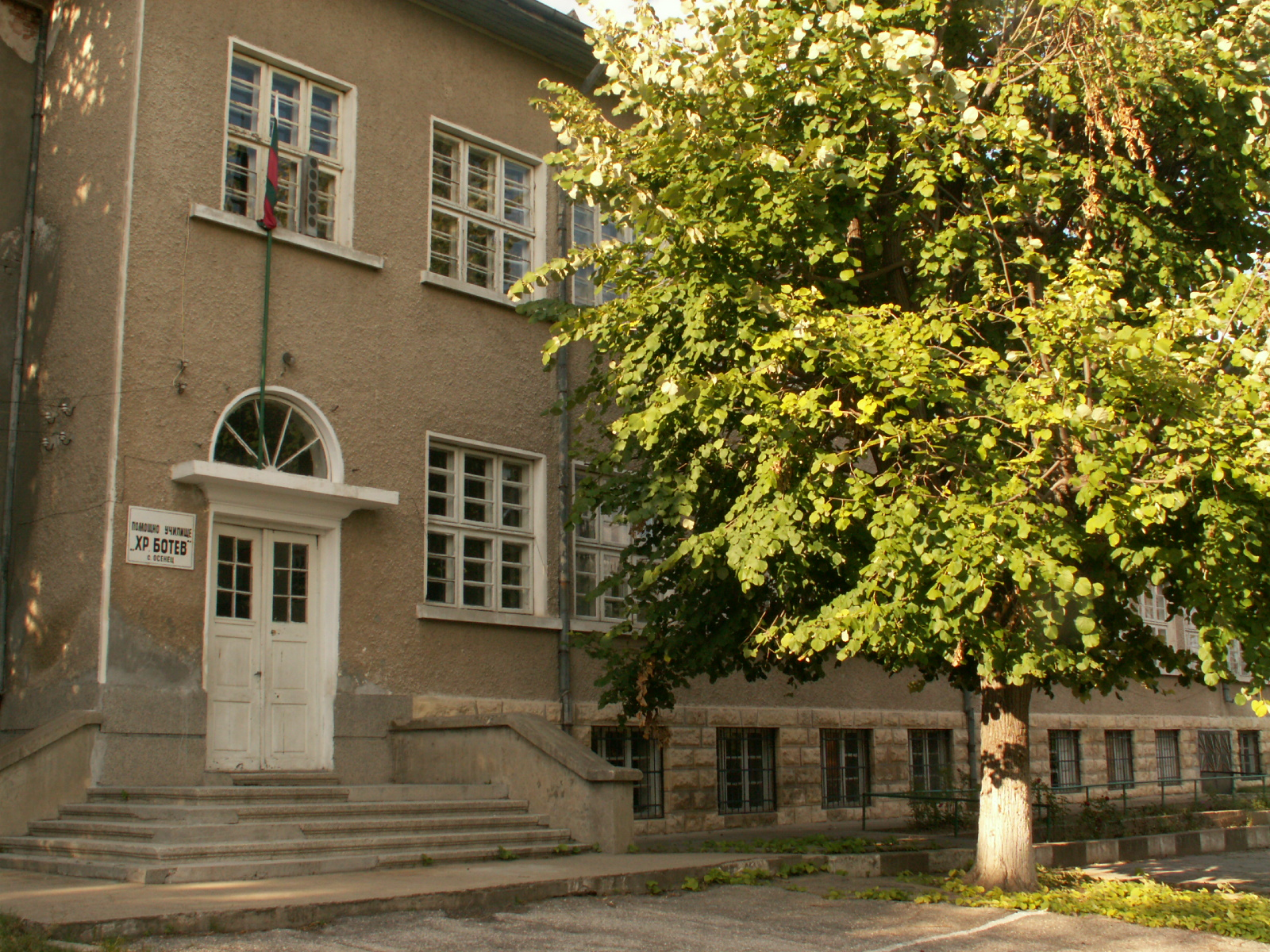
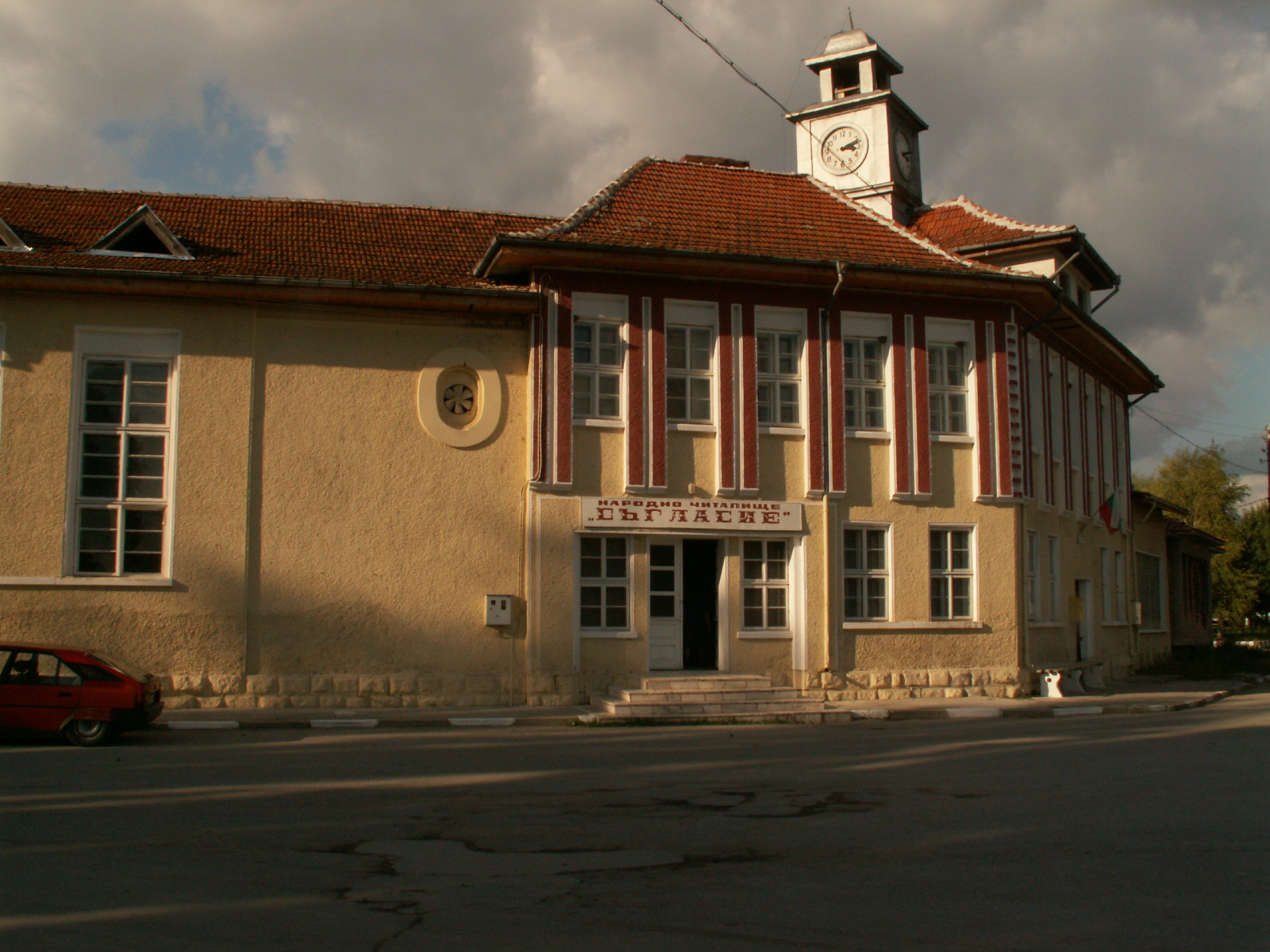
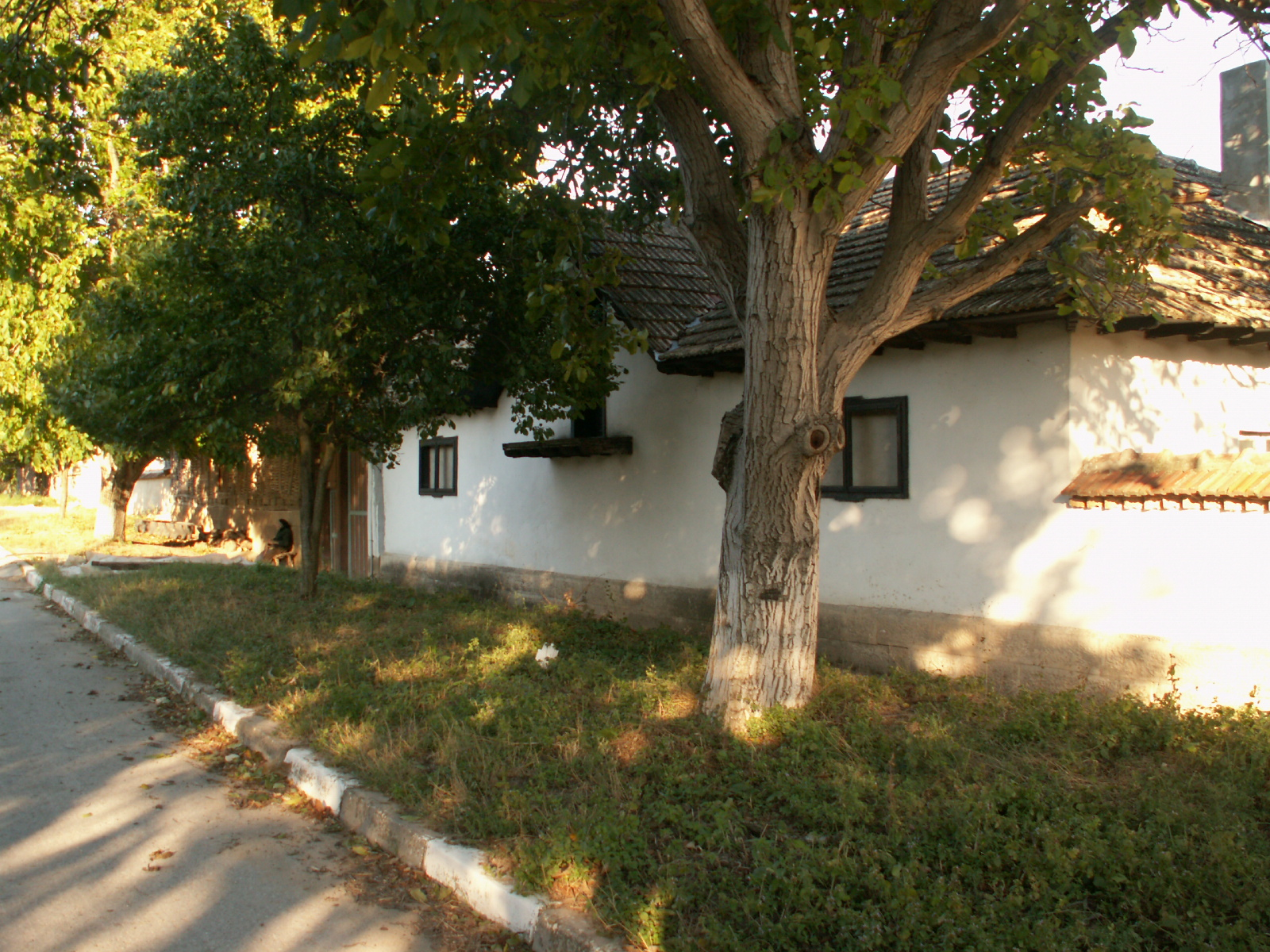
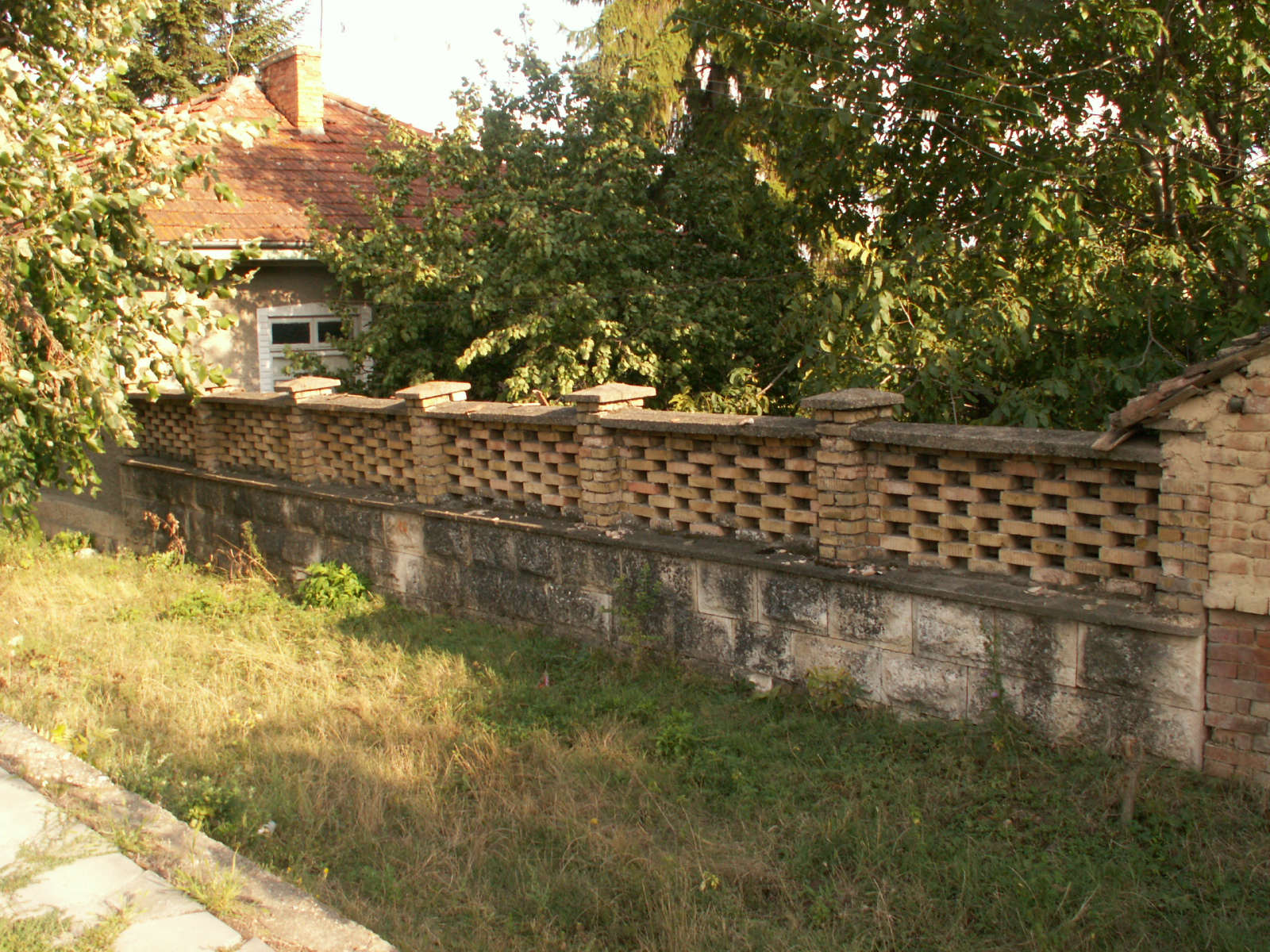
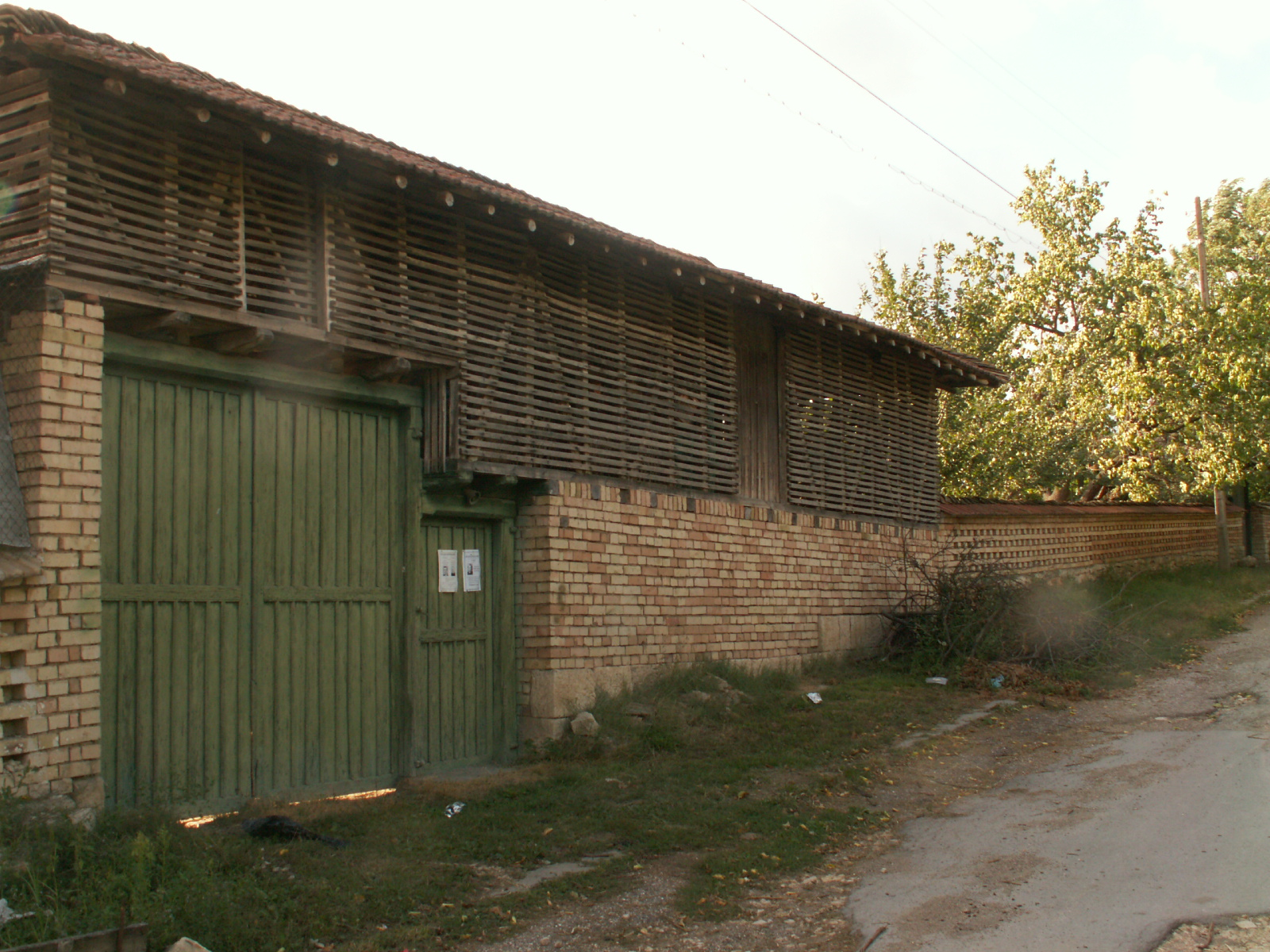
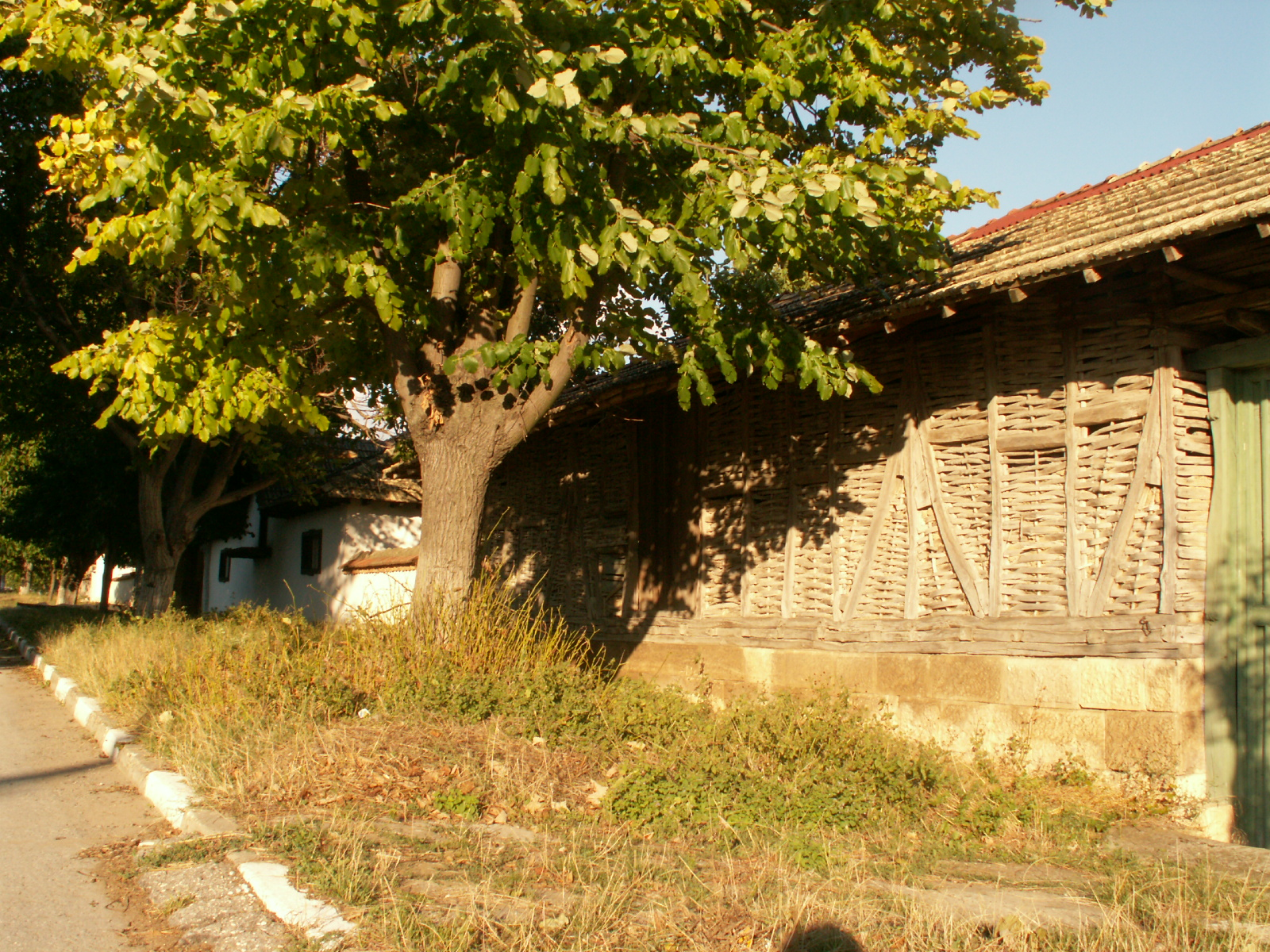